# Oscarssäsongen
Oscarssäsongen är den tid på året då Hollywood-bolag tenderar att släppa och marknadsföra de filmer som de tror har störst chans att tilldelas Oscars. Säsongen inleds vanligtvis i november och slutar med Oscarsgalan, men en viss variation förekommer från år till år. Utöver att optimera sina premiärdatum lägger de största bolagen ned miljontals dollar på marknadsföring, i form av lobbyarbete riktat direkt mot medlemmarna i Amerikanska filmakademien, som är de som röstar om nomineringar och pristagare.
Kampanjkulturen tog fart på 1990-talet när bolaget Miramax, under Harvey Weinsteins ledning, införde en ny nivå av aggressiv marknadsföring med inriktning på Oscarsgalan. Mark Gill, före detta chef för Miramax i Los Angeles, har sagt att Weinstein satte standarden för "allt ifrån att ha visningar ledda av skådespelare, till att låta förmågorna dyka upp vid varje premiär, till att verkligen jobba på nöjeskrönikörerna om hur man ska bevaka en Oscarskampanj—att bevaka den som en hästkapplöpning eller en politisk kampanj". Miramax var även först med att trycka upp böcker om sina filmer som spreds på strategiska platser i Los Angeles. Med dessa och andra aggressiva metoder lyckades Miramax få mindre filmer som Min vänstra fot (1989) och The Crying Game (1992) nominerade i flera tunga kategorier. År 2002 anklagades Weinstein för att ha gått för långt, när han misstänktes ha startat ett rykte om att matematikern John Forbes Nash var antisemit. Nash var huvudperson i filmen A Beautiful Mind, som det året var favorittippad och stod mot Weinsteins kandidat In the Bedroom.
Oscarssäsongen 2014 pekades ut i The Times som den smutsigaste någonsin. Galan hade lagts senare på året än vanligt för att inte krocka med olympiska vinterspelen 2014, vilket gjorde att säsongen blev ovanligt lång.